# 富盈县
富盈县是越南平福省下辖的一个县。面积674.97平方千米，2019年总人口91450人。

## 地理
富盈县东接布当县，西接禄宁县和汉广县，南接同富县，北接布亚摩县和福隆市社。

## 历史
2015年5月15日，布亚摩县以平山社、平新社、蒲儒社、隆平社、隆河社、隆兴社、隆新社、富盈社、富中社、福新社10社析置富盈县。

## 行政区划
富盈县下辖10社，县莅富盈社。
- 平山社（Xã Bình Sơn）
- 平新社（Xã Bình Tân）
- 蒲儒社（Xã Bù Nho）
- 隆平社（Xã Long Bình）
- 隆河社（Xã Long Hà）
- 隆兴社（Xã Long Hưng）
- 隆新社（Xã Long Tân）
- 富盈社（Xã Phú Riềng）
- 富中社（Xã Phú Trung）
- 福新社（Xã Phước Tân）